# 中國獵龍屬
中國獵龍屬（屬名：Sinovenator）是種獸腳亞目恐龍，屬於傷齒龍科，生存於早白堊紀。中國獵龍的兩個化石發現於中國遼寧省陸家屯的義縣組下層，約1億2500萬年前的阿普第階。
模式種是張氏中國獵龍（S. changii），是由徐星、馬克·諾雷爾、汪筱林、彼得·馬克維奇以及吳肖春等人在2002年根據一個部份骨骸所敘述。屬名在拉丁文意為「中國的獵人」；種名是以中國古生物學家張彌曼為名。

## 敘述

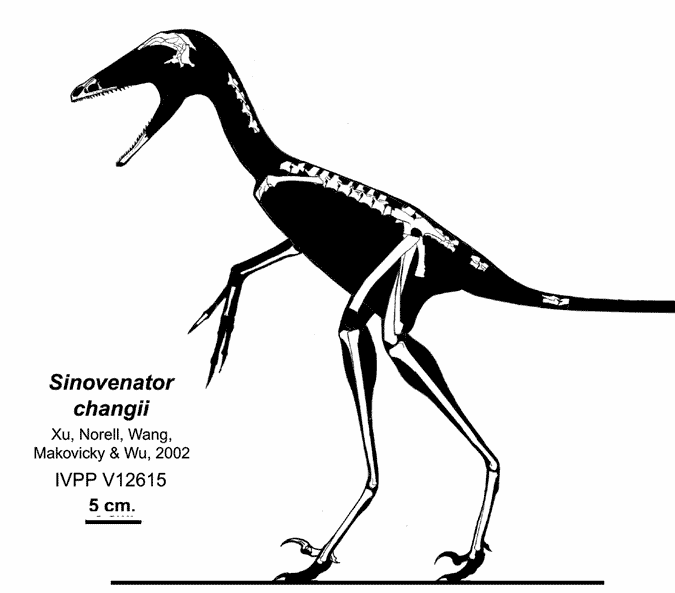
中國獵龍正模標本包含的骨骼部位

模式標本（編號IVPP 12615）是一個部份頭骨、與關節脫落的骨骼。另一個標本（編號IVPP 12583）是一個不完整、關節仍連接的顱後骨骼。兩個標本都存放於北京古脊椎動物與古人類研究所。在2006年，徐星、馬克·諾雷爾等人在熱河群發現數百個化石，可能是屬於中國獵龍。
中國獵龍是種原始傷齒龍科，是該科目前年代最古老、最原始的物種；發現於美國莫里遜組的編號WDC DML 001標本，年代為啟莫里階，年代更古老，卻更衍化，是個未敘述的傷齒龍科標本。
科學家們發現牠們與最原始的馳龍科、鳥翼類有共同特徵，顯示這三個近鳥類支系有相近親緣關係。中國獵龍的體型類似雞的大小。